# Autodesk
Autodesk, Inc. je nadnárodní softwarová firma zaměřující se na 3D grafiku, vizuální postprodukci a její nejznámější software, AutoCAD, je průmyslovým standardem v oboru computer aided design (CAD). Firma Autodesk byla založena v Mill Valley v Kalifornii v roce 1982 Johnem Walkerem, Danem Drakem a 11 dalšími. Další klíčoví lidé jsou Crawford W. Beveridge (předseda rady) Carl Bass (prezident firmy a CEO). Firma sídlí v kalifornském městě San Rafael. Její akcie se obchodují na NASDAQ (kód ADSK). V roce 2012 měla 7500 zaměstnanců. Je považována za inovativní, „zelenou“ a rychle rostoucí firmu. Od konce 90. let zaznamenávala velký růst a provedla akvizici mnoha firem (jen v roce 2011 sedmi). V posledních několika letech se soustředila i na služby (jako cloud computing) a udržitelnost.

## Divize a skupiny firmy
- Platform solutions and emerging business (PSEB)
- Architecture, engineering and construction (AEC)
- Manufacturing (MFG)
- Media and entertainment (M&E)

## Produkty
- AutoCAD
- Autodesk Animator
- Autodesk Sketchbook
- Autodesk Inventor
- Autodesk Revit - BIM
- Autodesk Civil 3D
- Autodesk 3ds Max
- Autodesk Maya
- Autodesk Vault
- Autodesk Simulation, Autodesk NASTRAN In-CAD
- Autodesk PowerMILL
- Autodesk Navisworks
- Autodesk InfraWorks
- Autodesk MotionBuilder
- Autodesk Softimage, Autodesk Smoke, Autodesk Flame, Autodesk Mudbox
- Autodesk 360 – cloud
- Autodesk A360 – správa dokumentů a spolupráce
- Autodesk Fusion 360
- Autodesk Tinkercad
- Autodesk Labs